# Cyclommatus montanellus
Cyclommatus montanellus es una especie de coleóptero de la familia Lucanidae.

## Distribución geográfica
Habita en Borneo.